# Lista de turnês de Sabrina Carpenter

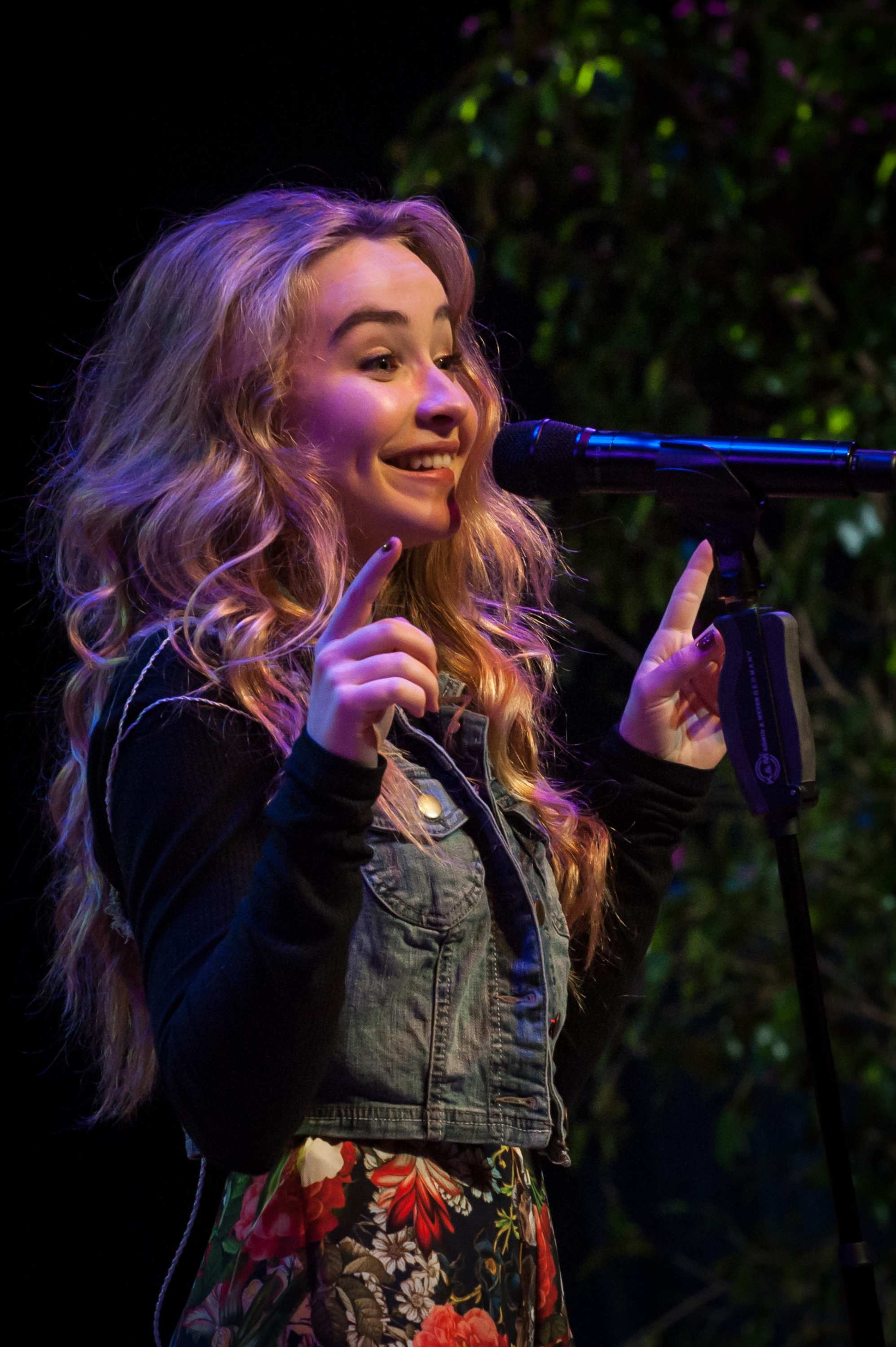
Carpenter in 2014

Esta é uma lista das turnês realizadas pela atriz e cantora americana Sabrina Carpenter.

## Evolution Tour (2016-2017)
The Evolution Tour é a turnê de estreia do cantora e atriz americana Sabrina Carpenter em apoio ao seu segundo álbum de estúdio, EVOLution (2016). A turnê começou dia 18 de outubro de 2016 em Nashville, Tennessee e terminou dia 22 de maio de 2017 em Milão, Itália.

### Antecedentes
Em 4 de setembro de 2016, um dia após o anúncio do álbum Evolution, Carpenter anunciou que faria sua primeira turnê de estreia intitulada Evolution Tour. Nesse mesmo dia, ela também anunciou as datas da turnê norte-americana . Em 1 de março de 2017, Carpenter anunciou a parte européia da turnê, juntamente com as datas.

### Setlist
Esta setlist é do show em Nashville em 18 de outubro de 2016. Não representa todos os shows durante a turnê.
1. "Smoke and Fire"
2. "Feels Like Loneliness"
3. "No Words"
4. "Heathens" (Twenty One Pilots cover)
5. "Wildside"
6. "Can't Blame a Girl for Trying"
7. "Run and Hide"
8. "We'll Be the Stars"
9. "Thumbs"
10. "Mirage"
11. "Don't Want It Back"
12. "All We Have Is Love"
13. " Hotline Bling" (Drake cover)
14. "Space"
15. "Eyes Wide Open"
16. "On Purpose"

Encore
1. "Shadows"

### Shows
| Data                       | Cidade                     | País                       | Local                                   |
| Etapa 1 — América do Norte | Etapa 1 — América do Norte | Etapa 1 — América do Norte | Etapa 1 — América do Norte              |
| -------------------------- | -------------------------- | -------------------------- | --------------------------------------- |
| 18 de outubro de 2016      | Nashville                  | Estados Unidos             | Rocketown                               |
| 20 de outubro de 2016      | Atlanta                    | Estados Unidos             | The Loft                                |
| 22 de outubro de 2016      | San Antonio                | Estados Unidos             | Studio Theater at The Tobin Center      |
| 23 de outubro de 2016      | Austin                     | Estados Unidos             | 3Ten                                    |
| 24 de outubro de 2016      | Dallas                     | Estados Unidos             | Trees                                   |
| 27 de outubro de 2016      | West Hollywood             | Estados Unidos             | The Roxy Theatre                        |
| 29 de outubro de 2016      | Santa Barbara              | Estados Unidos             | Lobero Theater                          |
| 30 de outubro de 2016      | San Francisco              | Estados Unidos             | Slim's                                  |
| 1 de novembro de 2016      | Santa Ana                  | Estados Unidos             | Constellation Room                      |
| 3 de novembro de 2016      | Seattle                    | Estados Unidos             | Neumo's                                 |
| 5 de novembro de 2016      | Portland                   | Estados Unidos             | HawthorneTheater                        |
| 7 de novembro de 2016      | Denver                     | Estados Unidos             | Bluebird Theatre                        |
| 8 de novembro de 2016      | Omaha                      | Estados Unidos             | Slowdown                                |
| 10 de novembro de 2016     | Kansas City                | Estados Unidos             | Record Bar                              |
| 11 de novembro de 2016     | Burnsville                 | Estados Unidos             | The Garage                              |
| 13 de novembro de 2016     | Indianapolis               | Estados Unidos             | Deluxe at Old National Center           |
| 14 de novembro de 2016     | Pontiac                    | Estados Unidos             | Pike Room                               |
| 16 de novembro de 2016     | Toronto                    | Canadá                     | Mod Club                                |
| 17 de novembro de 2016     | Buffalo                    | Estados Unidos             | Buffalo Iron Works                      |
| 18 de novembro de 2016     | Albany                     | Estados Unidos             | The Hollow                              |
| 19 de novembro de 2016     | Deer Park                  | Estados Unidos             | Tanger Outlets                          |
| 21 de novembro de 2016     | Nova York                  | Estados Unidos             | Highline Ballroom                       |
| 23 de novembro de 2016     | Cambridge                  | Estados Unidos             | The Sinclair                            |
| 25 de novembro de 2016     | Freehold                   | Estados Unidos             | iPlay America                           |
| 26 de novembro de 2016     | Baltimore                  | Estados Unidos             | Sound Stage Baltimore                   |
| 27 de novembro de 2016     | Philadelphia               | Estados Unidos             | The Foundry at the Filmore Philadelphia |
| 29 de novembro de 2016     | Viena                      | Estados Unidos             | Jammin Java                             |
| 30 de novembro de 2016     | Pittsburg                  | Estados Unidos             | Estage AE                               |
| 2 de dezembro de 2016      | Cincinnati                 | Estados Unidos             | 20th Century Theatre                    |
| 3 de dezembro de 2016      | Cleveland Heights          | Estados Unidos             | Grog Shop                               |
| 4 de dezembro de 2016      | Columbus                   | Estados Unidos             | A and R Music Bar                       |
| 5 de dezembro de 2016      | Milwaukee                  | Estados Unidos             | Turner Hall Ballroom                    |
| 6 de dezembro de 2016      | Chicago                    | Estados Unidos             | Schubas Tavern                          |
| 9 de dezembro de 2016      | Fort Lauderdale            | Estados Unidos             | Parker Playhouse                        |
| 10 de dezembro de 2016     | St Petersburgo             | Estados Unidos             | State Theatre                           |
| 11 de dezembro de 2016     | Jacksonville               | Estados Unidos             | Jack Rabbits                            |
| 13 de dezembro de 2016     | Charlotte                  | Estados Unidos             | McGlohan Theatre at Spirit Square       |
| Etapa 2 — Europa           |                            |                            |                                         |
| 3 de maio de 2017          | Glasgow                    | Escócia                    | O2 ABC2                                 |
| 12 de maio de 2017         | Paris                      | França                     | Les Etoiles                             |
| 20 de maio de 2017         | Antuérpia                  | Bélgica                    | Trix Club                               |
| 21 de maio de 2017         | Colônia                    | Alemanha                   | Luxor                                   |
| 22 de maio de 2017         | Milão                      | Itália                     | Magazzini Generali                      |

### Shows cancelados
| Data                  | Cidade          | País           | Local                | Motivo                                                                                        |
| --------------------- | --------------- | -------------- | -------------------- | --------------------------------------------------------------------------------------------- |
| 2 de Dezembro de 2016 | Cincinnati      | Estados Unidos | 20th Century Theatre | Conflitos de agendamento com o Jingle Ball Tour 2016; Reagendado para 14 de dezembro de 2016. |
| 9 de Dezembro de 2016 | Fort Lauderdale | Estados Unidos | Parker Playhouse     | Conflitos de agendamento com o Jingle Ball Tour 2016; Reagendado para 19 de dezembro de 2016. |

## The De-Tour (2017)
A De-Tour é a segunda turnê principal da cantora americana Sabrina Carpenter. A turnê começou em Vancouver, Colúmbia Britânica, em 6 de julho de 2017 e terminou em Toronto, Ontário, em 27 de agosto de 2017. Carpenter anunciou a turnê em 26 de abril de 2017, juntamente com os shows e os atos de abertura sendo New Hope Club e Alex Aiono.

### Setlist
Esta setlist é do show em Vancouver em 6 de julho de 2017. Não representa todos os shows durante a turnê.
1. "Feels Like Loneliness"
2. "Smoke and Fire
3. "No Words"
4. "Hands"
5. "Run and Hide"
6. "Space"
7. "Mirage"
8. "Thumbs"
9. "All We Have Is Love"
10. "Into You" (Ariana Grande cover)
11. "Can't Blame A Girl For Trying"
12. "We'll Be The Stars"
13. "Eyes Wide Open"
14. "Shadows"
15. "Wildside"
16. "Why"
17. "On Purpose"

Encore
1. "Alone Together"

### Shows
| Data                 | Cidade        | País           | Local                         | Ato de Abertura          |
| -------------------- | ------------- | -------------- | ----------------------------- | ------------------------ |
| 6 de julho de 2017   | Vancouver     | Canadá         | Vogue Theatre                 | Alex Aiono New Hope Club |
| 8 de julho de 2017   | Edmonton      | Canadá         | Winspear Centre               | Alex Aiono New Hope Club |
| 9 de julho de 2017   | Calgary       | Canadá         | Calgary Stampede              | Alex Aiono New Hope Club |
| 11 de julho de 2017  | Seattle       | Estados Unidos | Neptune Theatre               | Alex Aiono New Hope Club |
| 13 de julho de 2017  | Portland      | Estados Unidos | Crystal Ballroom              | Alex Aiono New Hope Club |
| 15 de julho de 2017  | San Francisco | Estados Unidos | The Masonic                   | Alex Aiono New Hope Club |
| 16 de julho de 2017  | Santa Rosa    | Estados Unidos | Ruth Finley Person Theater    | Alex Aiono New Hope Club |
| 18 de julho de 2017  | San Diego     | Estados Unidos | Balboa Theatre                | Alex Aiono New Hope Club |
| 19 de julho de 2017  | Anaheim       | Estados Unidos | House of Blues                | Alex Aiono New Hope Club |
| 21 de julho de 2017  | Los Angeles   | Estados Unidos | The Wiltern                   | Alex Aiono New Hope Club |
| 22 de julho de 2017  | Phoenix       | Estados Unidos | Comerica Theatre              | Alex Aiono New Hope Club |
| 24 de julho de 2017  | Denver        | Estados Unidos | Paramount Theatre             | Alex Aiono New Hope Club |
| 26 de julho de 2017  | Dallas        | Estados Unidos | Majestic Theatre              | Alex Aiono New Hope Club |
| 28 de julho de 2017  | New Orleans   | Estados Unidos | Saenger Theatre               | Alex Aiono New Hope Club |
| 29 de julho de 2017  | Hot Springs   | Estados Unidos | Timberwood Amphitheater       | Alex Aiono New Hope Club |
| 30 de julho de 2017  | Houston       | Estados Unidos | Revention Music Center        | Alex Aiono New Hope Club |
| 2 de agosto de 2017  | Jacksonville  | Estados Unidos | Florida Theatre               | Alex Aiono New Hope Club |
| 4 de agosto de 2017  | Miami Beach   | Estados Unidos | The Fillmore Miami Beach      | Alex Aiono New Hope Club |
| 5 de agosto de 2017  | Orlando       | Estados Unidos | Walt Disney Theater           | Alex Aiono New Hope Club |
| 6 de agosto de 2017  | Atlanta       | Estados Unidos | The Tabernacle                | Alex Aiono New Hope Club |
| 8 de agosto de 2017  | Nashville     | Estados Unidos | Ryman Auditorium              | Alex Aiono New Hope Club |
| 9 de agosto de 2017  | Indianapolis  | Estados Unidos | Murat Theatre                 | Alex Aiono New Hope Club |
| 11 de agosto de 2017 | West Allis    | Estados Unidos | Wisconsin State Fair          | Alex Aiono New Hope Club |
| 12 de agosto de 2017 | Detroit       | Estados Unidos | The Fillmore                  | Alex Aiono New Hope Club |
| 13 de agosto de 2017 | Tinley Park   | Estados Unidos | Hollywood Casino Amphitheatre | Alex Aiono New Hope Club |
| 15 de agosto de 2017 | Hamburg       | Estados Unidos | Erie County Fair              | Alex Aiono New Hope Club |
| 16 de agosto de 2017 | Pittsburgh    | Estados Unidos | Byham Theater                 | Alex Aiono New Hope Club |
| 17 de agosto de 2017 | Cleveland     | Estados Unidos | Connor Palace                 | Alex Aiono New Hope Club |
| 19 de agosto de 2017 | Hershey       | Estados Unidos | Hersheypark Stadium           | Alex Aiono New Hope Club |
| 20 de agosto de 2017 | Boston        | Estados Unidos | House of Blues                | Alex Aiono New Hope Club |
| 22 de agosto de 2017 | Montclair     | Estados Unidos | The Wellmont Theater          | Alex Aiono New Hope Club |
| 23 de agosto de 017  | Filadélfia    | Estados Unidos | The Fillmore                  | Alex Aiono New Hope Club |
| 25 de agosto de 2017 | Charlotte     | Estados Unidos | Belk Theater                  | Alex Aiono New Hope Club |
| 26 de agosto de 2017 | Timonium      | Estados Unidos | Maryland State Fair           | Alex Aiono New Hope Club |
| 27 de agosto de 2017 | Toronto       | Canadá         | Budweiser Stage               | —                        |

## Singular Tour (2019)
A Singular Tour é a terceira turnê da cantora americana Sabrina Carpenter, em apoio aos seus terceiro e quarto álbuns de estúdio, Singular: Act I (2018) e Singular: Act II (2019). A turnê começou em 2 de março de 2019, em Orlando, Flórida, no Universal Studios Park e terminou em 11 de abril de 2019, em Singapura, no Kallang Theatre.

### Antecedentes
Em 21 de dezembro de 2018, Carpenter anunciou a parte asiática da Singular Tour. Em 28 de janeiro de 2019, Carpenter anunciou a etapa norte-americana da turnê, juntamente com a adição do show de Singapura na parte asiática.Em 1 de fevereiro de 2019, os ingressos para as duas partes foram colocados à venda. Em 22 de fevereiro de 2019, Carpenter anunciou que Maggie Lindemann seria o ato de abertura da parte norte-americana da turnê.

### Setlist
Esta setlist é do show em Orlando em 2 de março de 2019. Não representa todos os shows durante a turnê.
1. "Almost Love"
2. "Bad Time
3. "Alien"
4. "Mona Lisa"
5. "Diamonds Are Forever"/"Diamonds" (Rihanna cover)
6. "Thumbs
7. "On Purpose"
8. "Pushing 20"
9. "All We Have Is Love"
10. "Why"
11. "prfct"
12. "Paris"
13. "Hold Tight"
14. "Sue Me"

Encore
1. "Exhale"

### Shows
| Data                       | Cidade                     | País                       | Local                      | Ato de Abertura            |
| Etapa 1 — América do Norte | Etapa 1 — América do Norte | Etapa 1 — América do Norte | Etapa 1 — América do Norte | Etapa 1 — América do Norte |
| -------------------------- | -------------------------- | -------------------------- | -------------------------- | -------------------------- |
| 2 de março de 2019         | Orlando                    | Estados Unidos             | Universal Studios Park     | —                          |
| 3 de março de 2019         | Atlanta                    | Estados Unidos             | Buckhead Theatre           | Maggie Lindemann           |
| 4 de março de 2019         | Charlotte                  | Estados Unidos             | The Fillmore               | Maggie Lindemann           |
| 6 de março de 2019         | Philadelphia               | Estados Unidos             | Theatre of Living Arts     | Maggie Lindemann           |
| 7 de março de 2019         | Boston                     | Estados Unidos             | Paradise Rock Club         | Maggie Lindemann           |
| 9 de março de 2019         | Montclair                  | Estados Unidos             | Wellmont Theatre           | Maggie Lindemann           |
| 10 de março de 2019        | Washington, D.C.           | Estados Unidos             | 9:30 Club                  | Maggie Lindemann           |
| 12 de março de 2019        | New York City              | Estados Unidos             | Irving Plaza               | Maggie Lindemann           |
| 14 de março de 2019        | Toronto                    | Canadá                     | The Opera House            | Maggie Lindemann           |
| 15 de março de 2019        | Mashantucket               | United States              | Grand Theater at Foxwoods  | —                          |
| 17 de março de 2019        | Detroit                    | United States              | St. Andrew's Hall          | Maggie Lindemann           |
| 18 de março de 2019        | Chicago                    | United States              | House of Blues             | Maggie Lindemann           |
| 21 de março de 2019        | Las Vegas                  | United States              | House of Blues             | —                          |
| 22 de março de 2019        | San Diego                  | United States              | House of Blues             | Maggie Lindemann           |
| 24 de março de 2019        | Berkeley                   | United States              | The UC Theatre             | Maggie Lindemann           |
| 25 de março de 2019        | Los Angeles                | United States              | Henry Fonda Theatre        | Maggie Lindemann           |
| Etapa 1 — Ásia             |                            |                            |                            |                            |
| 1 de abril de 2019         | Osaka                      | Japão                      | Namba Hatch                | —                          |
| 2 de abril de 2019         | Nagoya                     | Japão                      | Diamond Hall               | —                          |
| 4 de abril de 2019         | Tokyo                      | Japão                      | EX Theater Roppongi        | —                          |
| 6 de abril de 2019         | Seoul                      | Coreia do Sul              | Yes24 Live Hall            | —                          |
| 11 de abril de 2019        | Singapura                  | Singapura                  | Kallang Theater            | —                          |

#### Shows cancelados
| Data               | Cidade | País      | Local                | Motivo       |
| ------------------ | ------ | --------- | -------------------- | ------------ |
| 9 de abril de 2019 | Manila | Filipinas | New Frontier Theater | Desconhecido |

### Pessoal
- Sabrina Carpenter - vocais, baixo{{efn|Carpenter só toca baixo na Singular Tour durante "Paris"
- Sarah Carpenter - vocal de acompanhamento
- Kat Cheng - dançarina de backup
- Andranita Smith-Shannon - dançarina de backup
- Caleb Nelson - guitarra
- Tobias Urbanczyk - bateria
- Korey Fells Jr - teclado
- Amber Park - direção criativa
- Toogie Barcelo - coreografia
- Fabien Herrera - design de iluminação (para potencial desperdício)
- Chad Fellers-Doughty - design de iluminação (para potencial desperdício)
- Kevin Labitan - design de iluminação (para potencial desperdício)
- Aron Fromm - design
- Robert Gotham - projeto
- Ação sem corte - design
- Justin West - design
- Dustin Stanek - projeto
- Depois da fumaça - design
- Zouassi - design
- Marcello Ambriz - fotografia

Créditos retirados do Instagram e do site de Amber Park.